# Padron pensaci tu
Padron pensaci tu è un album del 1983 di Leone Di Lernia.

## Tracce
1. Padron pensaci tu
2. Spremi spremi
3. Non mi puoi n'gastrè
4. Vierno
5. I guai della bellezza
6. Liberazione
7. Carcerato
8. Stratina
9. Il metadone
10. Caro giornale
11. Disco Fred